# Liette Remon
Pour les articles homonymes, voir Remon.
Liette Remon, née en 1962, est une violoniste et chanteuse originaire de la Gaspésie et spécialisée dans la musique ancienne et folklorique.

## Biographie
Née à Montréal et ayant grandi à Petit-Pabos (en Gaspésie au Québec), Liette Remon, inspirée par ses grands-parents et son père violoneux Réginald Remon, développe un intérêt pour la musique traditionnelle dès son enfance,.

### Formation
À partir de l'âge de 17 ans, après une année au cégep de Gaspé, Liette Remon étudie la clarinette et le violon (en second instrument) au Conservatoire de Rimouski. Elle complètera son diplôme d'études collégiales lorsqu'elle s'installera à Québec.
Elle raffine plus tard ses connaissances sur le violon et la clarinette en complétant un baccalauréat en éducation musicale à l'Université Laval. Elle acquiert subséquemment une expertise de la musique ancienne et médiévale, où elle apprend à jouer notamment à jouer de la vièle, du rebec, du chalumeau et de la cornemuse.

### Carrière

#### Décennie 1990
À partir de 1997, Liette Remon rejoint l'Ensemble Stadaconé, un groupe fondé à l'occasion des Fêtes de la Nouvelle-France, qui amalgame la musique folklorique québécoise et la musique baroque. Liette Remon, qui y joue de la vièle, est accompagnée par François Leclerc (au luth, à la guiterne et aux anciennes), Marie-Ève Girard (à la flûte ancienne) et Mélanie Demers (au chant). Cet ensemble, qui n'utilise que des instruments datant de l'époque coloniale, compose deux albums s'intitulant L'Aventure en Nouvelle-France, principalement instrumental, et Maluron, luré, présentant quelques compositions folkloriques et autochtones chantées.
Au cours de la même période, Liette Remon s'associe à François Pellerin (joueur de flageolet, de flûte irlandaise et de bodhran) et André Simoneau (joueur de vielle à roue, de mandoline, de dulcimer à marteaux, de bouzouki et de guitare) en collaboration avec La Musiquetterie. Au sein de ce groupe Liette Remon chante et joue du violon, du vièle à archet et de la clarinette.
Vers la fin de la décennie, la violoniste collabore avec Pierre Tanguay, Pierre Langevin et Guy Ross dans le cadre du spectacle Noëls anciens et inouïs. et le spectacle pour jeune public Menus Ménestrels. Avec Tess Leblanc, elle produit un spectacle musical d'inspiration irlandaise, un partenariat qu'elle poursuit au début des années 2000,.

#### Décennie 2000
Au début du XXIe siècle, la musicienne rejoint Claude Bernatchez, Pierre Langevin et Guy Ross dans l'Ensemble médiéval Anonymus. En 2001, au sein de cet ensemble, elle participe au spectacle Le Mystère de l'étoile.
Au cours de la même année, elle fonde le groupe a capella Serre l'écoute avec l'ethnologue Robert Bouthillier et sa fille Gabrielle Bouthillier. Le groupe sort son premier album Chansons des bords du Saint-Laurent en 2002, puis présente son deuxième, intitulé Fortunes et perditions, cinq ans plus tard. En 2009, alors que son troisième album Buveurs philosophes paraît, l'ensemble est nommé aux Prix de musique folk canadienne. Un quatrième album, Le Parnasse des cœurs d'amour épris, sort en 2013.
Liette Remon est également active dans l'ensemble Strada aux côtés de Pierre Langevin, Pierre Tanguay, Gabrielle Bouthillier, Jean-Philippe Reny, où elle joue violon et clarinette. Cet ensemble deviendra plus tard une production qui parrainera entre autres le groupe de musique traditionnelle klezmer Madame Klezovitch, formé de Marie-Christine Roy, Nadia Delisle, Mathieu Rancourt, Pierre Langevin et Andy Stewart au départ, puis de Nadia Delisle, Marie-Claude Tardif, Pierre Langevin et Pierre Tanguay par la suite. Strada produira également la fanfare Monfarleau, qui propose des musiques traditionnelles québécoises. L'ensemble interprète également un répertoire de chansons créées pour le Carnaval de Québec. La fanfare offre une prestation à l'occasion du Carnaval de Québec.
En 2003, elle fait affaire avec David Jacques et Femke Bergsma de l'Ensemble Memoria. Deux années plus tard, à titre d'invitée, Liette Remon joue dans le spectacle de François Leclerc intitulé Florira la guiterne!.
Au cours du 17e Festival international des arts traditionnels en 2007, Liette Remon fait la représentation de son spectacle Les Passeurs d'air qui rend hommage à l'artiste Jean-Paul Filion . L'année suivante, elle présente son œuvre Les Voyages de Belva. 2008 marque aussi pour Liette Remon une année de collaborations multiples. C'est ainsi qu'elle se joint au Ganga Pomerlo et au conteur Jocelyn Bérubé à l'occasion de son spectacle Un violon, ça conte pour les Fêtes,.
Au cours de la décennie 2000, la musicienne participe en outre aux groupes Eya, Bigaouette Big Band et Bobelo, un ensemble de musique traditionnelle expérimentale avec René Lussier, Pierre Langevin, Pierre Tanguay et Martin Tétreault. Elle fonde par ailleurs Le Tour de la Gaspésie.

#### Décennie 2010
En 2010, avec Élise Guay, Pierre Langevin, Nicolas Gerardin, Serge Sokiolsky et Andy Stewart, l'artiste présente un spectacle de cornemuses Le Bal des anches.
Elle constitue notamment, avec Alexis Basque et Marie-Claude Tardif le Trio de cordes Talencourt, qui se transforme plus tard en quatuor avec l'arrivée d'Inti Manzi,. Elle produit également le spectacle Le coquillage : histoires de femmes à l'ouvrage avec Mélanie Demers.
En 2017, dans le cadre des P'tits Rendez-vous Ès Trad, la violoniste rend hommage, avec l'aide d'Hélène Fournier et Paul Marchand au poète Hervé Guillemer. L'année 2017 marque aussi la formation du groupe La Belle équipe au sein duquel Liette Remon est accompagnée de Roland Brou, de Patrick Couton et de Paul Marchand. Toujours en 2017, Liette Remon poursuit son partenariat avec François Leclerc, accompagné d'Émilie Baillargeon et de Jean-Nicolas Marquis, avec lequel elle joue au sein de l'ensemble Terra Nova. À la fin de l'année, elle est invitée à clore le 250e anniversaire de Carleton-sur-Mer.
L'année suivante, elle offre le spectacle éducatif Histoires de violons.
En 2019, elle réitère sa collaboration avec Nadia Delisle à l'occasion du spectacle Trèfle Atout, qui présente des pièces d'inspiration irlandaise et écossaise. Au cours de la même année, avec Mélanie Demers, elle présente au Domaine Joly-de Lotbinière le concert  Chants de l'onde: une traversée extraordinaire et périlleuse en chansons et en musique.
Vers la fin de la décennie, Liette Remon fonde, avec Kwendokye's Andrée Levesque Sioui, Teharihulen Michel Savard et Rachel Aucoin, les Mocassins Volants, un groupe unissant tradition wendat et québécoise. Liette Remon y fait de la podorythmie, y chante et y joue du violon.

#### Décennie 2020
Au début de la décennie, Liette Remon crée en l'honneur de son père, musicien et propriétaire d'une station-service, le groupe Golfe Service. Cet ensemble, formé de Patrick Arsenault (à la mandoline et au lap steel guitar), de Jasmin Cloutier (à la guitare), de Claudia Gagné (à la contrebasse et au chant), de Martin Racine (au violon et au chant) et de Jean-David Vien (aux percussions), donne une première représentation à la Maison Chevalier le 1er mai 2021.
En 2022, elle dévoile son projet intitulé Archives familiales. Au sein de ce projet, qui met encore une fois en valeur l'héritage de son père Réginald, Liette Remon regroupe, annote et numérise près de 200 pièces musicales issues des archives de sa famille gaspésienne. Elle consigne ces enregistrements en partitions.

## Prix et distinctions
En 2010, elle devient la première récipiendaire du Prix Innovation/tradition offert par le Centre de valorisation du patrimoine vivant. Elle reçoit également en 2017 le prix du patrimoine de la ville de Québec dans la catégorie « porteur de traditions ». En 2021, elle est désignée comme Maître de traditions vivantes par le Conseil québécois du patrimoine vivant.

## Discographie

### Albums solo
- Liette Remon, Un p'tit Air de famille, 1997.
- Liette Remon, Comté de Gaspé Sud, 2004, Production Marée Basse, PMB-2004-002.

## Publications
- Liette Remon et Guy Bouchard, Airs tordus du Québec, Trente sous zéro, Val-Bélair, 1996, 51 pages.
- Liette Remon et Guy Bouchard, Airs tordus du Québec, volume 2, Trente sous zéro, Val-Bélair, 1997, 34 pages.